# Leśniczówka (Wierzba)
Leśniczówka – część wsi Wierzba w Polsce położona w województwie lubelskim, w powiecie zamojskim, w gminie Stary Zamość.
W latach 1975–1998 miejscowość należała administracyjnie do województwa zamojskiego.